# Grand prix Gobert
Pour les articles homonymes, voir Gobert.
Ne pas confondre avec le prix Gobert, remis par l'Académie des inscriptions et belles-lettres.
Le grand prix Gobert est un prix de l'Académie française annuel. Il est remis dans le domaine de l'Histoire depuis 1834.
Il est institué par la fondation créée à la suite de la succession du baron Napoléon Gobert (1807-1833), fils du général Jacques Nicolas Gobert, et est destiné à récompenser « le morceau le plus éloquent d'histoire de France, ou celui dont le mérite en approchera le plus ».

## Liste des lauréats
| Année | Nom du/des lauréat(s)            | Titre de l'œuvre |
| ----- | -------------------------------- | --- |
| …     | —                                | — |
| 1850  | Albin de Chevallet               | Origine et formation de la langue française |
| …     | —                                | — |
| 1859  | Adolphe Chéruel                  | L'administration monarchique en France |
| 1859  | Théophile Lavallée               | Histoire des Français |
| 1859  | Henri Martin                     | Histoire de France |
| 1860  | Ernest Moret                     | Quinze ans du règne de Louis XIV |
| 1860  | Henri Wallon                     | Jeanne d'Arc |
| 1861  | Jean-Marie Dargaud               | Histoire de la liberté religieuse |
| 1861  | Nicolas Eugène Géruzez           | Histoire de la littérature française |
| 1861  | Charles de Lacombe               | Henri IV et sa politique |
| 1862  | Jules Caillet                    | L'administration sous Richelieu |
| 1862  | Camille Rousset                  | Histoire de Louvois |
| 1863  | Charles Caboche                  | Les mémoires et l'Histoire de France |
| 1863  | Camille Rousset                  | Histoire de Louvois |
| 1864  | Charles Caboche                  | Les mémoires et l'Histoire de France |
| 1864  | Camille Rousset                  | Histoire de Louvois |
| 1865  | Théophile Lavallée               | Les frontières de France |
| 1865  | Auguste Trognon                  | Histoire de France |
| 1866  | Théophile Lavallée               | Les frontières de France |
| 1866  | Charles de Viel-Castel           | Histoire de la Restauration |
| 1867  | J. A. Félix Faure                | Histoire de saint Louis |
| 1867  | Charles de Viel-Castel           | Histoire de la Restauration |
| 1868  | Camille Dareste                  | Histoire de France |
| 1868  | J. A. Félix Faure                | Histoire de saint Louis |
| 1869  | Camille Dareste                  | Histoire de France depuis les origines jusqu'au règne de Louis XV                                                                                    |
| 1869  | Alfred Nettement                 | Histoire de la conquête d'Alger |
| 1870  | Louis Mortimer-Ternaux           | Histoire de la Terreur |
| 1870  | Alfred Nettement                 | Histoire de la conquête d’Algérie |
| 1871  | Pierre Clément                   | Lettres, instructions et mémoires de Colbert |
| 1871  | Ernest Mourin                    | Les Comtes de Paris. Histoire de l’avènement de la troisième race                                                                                    |
| 1872  | Pierre Clément                   | Lettres, instructions et mémoires de Colbert |
| 1872  | Ernest Mourin                    | Les Comtes de Paris. Histoire de l’avènement de la troisième race                                                                                    |
| 1873  | Alfred Nettement                 | Histoire de la Restauration |
| 1873  | François-Tommy Perrens           | L’Église et l’État en France sous Henri IV, et la régence de Marie de Médicis                                                                        |
| 1873  | Georges Picot                    | Histoire des États généraux |
| 1874  | Adolphe Mathurin de Lescure      | Henri IV |
| 1874  | Georges Picot                    | Histoire des États généraux |
| 1875  | Adolphe Mathurin de Lescure      | Henri IV |
| 1875  | Casimir Gaillardin               | Histoire du règne de Louis XIV |
| 1876  | Casimir Gaillardin               | Histoire du règne de Louis XIV |
| 1876  | Michel Houssaye                  | Histoire du Cardinal de Bérulle |
| 1877  | Michel Houssaye                  | Histoire du Cardinal de Bérulle |
| 1877  | Alphonse Vétault                 | Charlemagne |
| 1878  | Régis de Chantelauze             | Le cardinal de Retz et l’affaire du chapeau |
| 1879  | Régis de Chantelauze             | Le cardinal de Retz et ses missions diplomatiques à Rome                                                                                             |
| 1879  | François-Désiré Mathieu          | L'ancien régime dans la province de Lorraine et Barrois (1696-1789)                                                                                  |
| 1879  | Léonce Pingaud                   | Les Saulx-Tavannes. Correspondance des Saulx Tavannes au XVIe siècle                                                                                 |
| 1880  | Adolphe Chéruel                  | Histoire de France pendant la minorité de Louis XIV                                                                                                  |
| 1880  | François-Désiré Mathieu          | L'ancien régime dans la province de Lorraine et Barrois (1696-1789)                                                                                  |
| 1881  | Adolphe Chéruel                  | Histoire de France pendant la minorité de Louis XIV                                                                                                  |
| 1881  | Berthold Zeller                  | Richelieu et les ministres de Louis XIII (1621-1624). Le connétable de Luynes, Montauban et la Valteline                                             |
| 1882  | Adolphe Chéruel                  | Histoire de France pendant la minorité de Louis XIV et Histoire de France sous le ministère de Mazarin                                               |
| 1882  | Berthold Zeller                  | Richelieu et les ministres de Louis XIII (1621-1624). Le connétable de Luynes, Montauban et la Valteline                                             |
| 1883  | Adolphe Chéruel                  | Histoire de France sous le ministère Mazarin (1651-1661)                                                                                             |
| 1883  | Ludovic Sciout                   | Histoire de la constitution civile du clergé (1790-1801)                                                                                             |
| 1884  | René de Maulde-La Clavière       | Histoire de Jeanne de France, duchesse d'Orléans et de Berry                                                                                         |
| 1884  | Léon Gautier                     | La Chevalerie |
| 1885  | Paul Thureau-Dangin              | Histoire de la monarchie de juillet |
| 1885  | Henri Pigeonneau                 | Histoire du commerce de la France |
| 1886  | Paul Thureau-Dangin              | Histoire de la monarchie de juillet |
| 1886  | Francis Decrue                   | Anne de Montmorency |
| 1887  | Arthur Chuquet                   | La première invasion prussienne (11 août-2 septembre 1792). Valmy. La retraite de Brunswick                                                          |
| 1888  | François Delaborde               | Étude historique sur l'expédition de Charles VIII en Italie                                                                                          |
| 1888  | Albert Sorel                     | L'Europe et la Révolution française |
| 1889  | Edmond Biré                      | Paris en 1793 |
| 1889  | Georges d'Avenel                 | Richelieu et la monarchie absolue |
| 1890  | Hervé de Broc                    | La France sous l'ancien régime |
| 1890  | Henri Doniol                     | Histoire de la participation de la France à l'établissement des États-Unis d'Amérique                                                                |
| 1891  | Alfred Baudrillart               | Philippe V et la cour de France |
| 1891  | Arthur Chuquet                   | Les guerres de la Révolution. Jemmapes. La trahison de Dumouriez                                                                                     |
| 1892  | Hector de la Ferrière            | Marguerite d'Angoulême. Lettres de Catherine de Médicis                                                                                              |
| 1892  | Charles de Loménie               | Les Mirabeau |
| 1893  | Marcel Marion                    | Machault d'Arnouville et le contrôleur général des finances (1749-1754)                                                                              |
| 1893  | Albert Vandal                    | Napoléon et Alexandre 1er |
| 1894  | Albert Vandal                    | Napoléon et Alexandre 1er |
| 1894  | Louis Wiesener                   | Le régent, l'abbé Dubois et les Anglais, d'après les sources britanniques                                                                            |
| 1895  | Hector de la Ferrière            | Les deux Cours de France et d'Angleterre : deux drames d'amour (Anne Boleyn, Élisabeth). La correspondance de Catherine de Médicis.                  |
| 1895  | Gustave Fagniez                  | Le Père Joseph et Richelieu (1577-1638) |
| 1896  | Ernest Daudet                    | La police et les Chouans sous le Consulat et l'Empire (1800-1815)                                                                                    |
| 1896  | Gabriel Hanotaux                 | Histoire du cardinal Richelieu |
| 1897  | Charles de Lacombe               | La vie de Berryer |
| 1897  | Charles Kohler                   | Les Suisses dans les guerres d'Italie (1506-1512) |
| 1898  | Charles de Ribbe                 | La société provençale à la fin du moyen âge |
| 1898  | Henri Welschinger                | Le roi de Rome (1811-32) et l'ensemble de ses ouvrages                                                                                               |
| 1899  | Alfred Baudrillart               | Philippe V et la Cour de France |
| 1899  | Pierre Lehautcourt               | La défense nationale (1870-71) |
| 1900  | Pierre de la Gorce               | Histoire du Second Empire |
| 1900  | Pierre Lehautcourt               | Les campagnes de 1870 |
| 1901  | Alfred Baudrillart               | Philippe V et la cour de France |
| 1901  | Arsène Legrelle                  | La diplomatie française et la succession d'Espagne                                                                                                   |
| 1902  | Prosper Cultru                   | Dupleix, ses plans politiques, sa disgrâce |
| 1902  | Camille Jullian                  | Vercingétorix |
| 1903  | Pierre de Vaissière              | Gentilshommes campagnards de l'ancienne France |
| 1903  | Pierre de Nolhac                 | La Création de Versailles |
| 1904  | Pierre de Ségur                  | Le tapissier de Notre-Dame : les dernières années du maréchal de Luxembourg, 1678-1695                                                               |
| 1904  | Louis Thouvenel                  | Pages du second Empire |
| 1905  | Ernest Daudet                    | Histoire de l'émigration pendant la Révolution française                                                                                             |
| 1905  | André Lebey                      | Le connétable de Bourbon |
| 1906  | Henri Bonnal                     | L'esprit de la guerre moderne |
| 1906  | Louis Madelin                    | La Rome de Napoléon |
| 1907  | Léon de Lanzac de Laborie        | Paris sous Napoléon |
| 1907  | Victor Dupuis                    | La campagne de 1793 à l'armée du Nord et des Ardennes                                                                                                |
| 1908  | Paul Courteault                  | Blaise de Monluc, historien |
| 1908  | Camille Jullian                  | Histoire de la Gaule |
| 1909  | Joseph Nouaillac                 | Villeroy, secrétaire d'État et ministre de Charles IX, Henri III et Henri IV (1543-1610)                                                             |
| 1909  | Fortunat Strowski                | Histoire du sentiment religieux en France au XVIIe siècle. Pascal et son temps                                                                       |
| 1910  | Christian Pfister                | Histoire de Nancy |
| 1910  | Erik Wilhelm Dahlgren            | Les relations commerciales et maritimes entre la France et les côtes de l'Océan Pacifique                                                            |
| 1911  | Louis Batiffol                   | Le roi Louis XIII à vingt ans |
| 1911  | Joseph Bédier                    | Les légendes épiques. Recherches sur la formation |
| 1912  | Pierre Champion                  | Vie de Charles d'Orléans (1394-1465) |
| 1912  | Louis Madelin                    | La Révolution |
| 1913  | Amblard de Noailles              | Épisodes de la guerre de Trente ans. Bernard de Saxe-Weimar (1604-1639). Le cardinal de La Valette (1635-1639). Le maréchal de Guébriant (1602-1643) |
| 1913  | Augustin Sicard                  | Le Clergé de France pendant la Révolution. L'Effondrement. Les évêques pendant la Révolution. De l'exil au Concordat                                 |
| 1914  | Pierre Champion                  | François Villon, sa vie et son temps |
| 1914  | Auguste-Armand de la Force       | Lauzun, un courtisan du Grand Roi |
| 1915  | Marcel-Louis Hennequin           | |
| 1915  | Joseph Vidal de la Blache        | |
| 1916  | Ernest-Charles Babut             | L'Adoration des empereurs et les origines de la persécution de Dioclétien                                                                            |
| 1916  | Marcel-Louis Hennequin           | La Campagne de 1794 entre Rhin et Moselle |
| 1917  | Roger Chauviré                   | Jean Bodin, auteur de la République |
| 1917  | Barthélemy Pocquet du Haut-Jussé | Histoire de la Bretagne |
| 1918  | Édouard Driault                  | Napoléon et l'Europe |
| 1918  | Pierre de Nolhac                 | Histoire du château de Versailles |
| 1919  | Louis Batiffol                   | Les anciennes républiques alsaciennes |
| 1919  | Marcel Marion                    | Histoire financière de la France depuis 1715 |
| 1920  | Charles de la Roncière           | Histoire de la marine française |
| 1920  | Jean Mariéjol                    | Catherine de Médicis (1519-1589) |
| 1921  | Alfred Boulay de la Meurthe      | Histoire de la négociation au Concordat de 1801 |
| 1921  | Eugène Lavaquery                 | Le cardinal de Boisgelin (1732-1804) |
| 1922  | Rodolphe Reuss                   | Histoire de Strasbourg |
| 1922  | Auguste-Armand de la Force       | Le grand Conti |
| 1923  | Frantz Funck-Brentano            | L'histoire de France racontée à tous : le moyen âge                                                                                                  |
| 1923  | Louis Gillet                     | Histoire de la nation française, tome XI : Histoire des Arts                                                                                         |
| 1924  | Gabriel Esquer                   | Les commencements d'un empire. La prise d'Alger |
| 1924  | Émile Lauvrière                  | Tragédie d'un peuple, histoire du peuple acadien |
| 1925  | Émile le Gallo                   | Les Cent jours |
| 1925  | Robert Parisot                   | Histoire de Lorraine |
| 1926  | Augustin Cochin                  | Les sociétés de Pensée et la Révolution en Bretagne                                                                                                  |
| 1927  | Édouard Driault                  | Napoléon et l'Europe. La chute de l'Empire (1812-1815)                                                                                               |
| 1927  | Georges Hardy                    | Le cardinal de Fleury et le mouvement janséniste |
| 1927  | Louis Alexis Emmanuel Marcel     | Le cardinal de Givry, évêque de Langres |
| 1928  | Émile de Perceval                | Le vicomte Lainé (1767-1835) |
| 1928  | Alfred Martineau                 | Dupleix et l'Inde française |
| 1929  | Jean Longnon                     | Les Français d'outre-mer au moyen âge |
| 1929  | René Pinon                       | Histoire diplomatique de l'histoire de la nation française                                                                                           |
| 1930  | Henri Leclercq                   | Les journées d'octobre et la fin de l'année 1789. Vers la Fédération. La Fédération                                                                  |
| 1930  | Paul Lévy                        | Histoire linguistique d'Alsace et de Lorraine |
| 1931  | Émile Gabory                     | L'Angleterre et la Vendée |
| 1931  | Marie de Roux                    | La Restauration |
| 1932  | Augustin Bernard                 | L'Algérie |
| 1932  | Antoine de Lévis-Mirepoix        | François 1er |
| 1933  | Jean-Marie Carré                 | Voyageurs et écrivains français en Égypte |
| 1933  | Pierre Coste                     | Le grand saint du grand siècle, M. Vincent |
| 1933  | René La Bruyère                  | Henri IV, Charlotte de la Trémoille et son page |
| 1933  | Jean Thiry                       | Le Sénat de Napoléon. Rôle du Sénat de Napoléon dans l'organisation militaire de la France impériale                                                 |
| 1934  | Louis Réau                       | Histoire de l'expansion de l'art français moderne |
| 1934  | William Sérieyx                  | Le général Fabvier |
| 1935  | René Grousset                    | Histoire des croisades et du royaume franc de Jérusalem                                                                                              |
| 1935  | Charles Pouthas                  | Une famille de bourgeoisie française de Louis XIV à Napoléon                                                                                         |
| 1936  | Edmond Durtelle de Saint-Sauveur | Histoire de Bretagne des origines à nos jours |
| 1936  | André Lasseray                   | Les Français sous les treize étoiles |
| 1937  | Paul Azan                        | L'armée d'Afrique de 1830 à 1852 |
| 1937  | Paul Marrès                      | Les Grands-Causses |
| 1938  | Joseph Brugerette                | Le prêtre français et la société contemporaine |
| 1938  | Marc-André Fabre                 | Les drames de la Commune |
| 1939  | Étienne Delcambre                | Étienne-Alexandre Bernier, évêque d'Orléans |
| 1939  | Jean Leflon et Georges Sangnier  | La Terreur dans le district de Saint-Pol |
| 1940  | Paul Filleul                     | Le duc de Montmorency-Luxembourg |
| 1940  | Jean Thiry                       | La Chute de Napoléon |
| 1941  | Henri Chamard                    | Histoire de la Pléiade |
| 1941  | Jean-Michel Tourneur-Aumont      | La bataille de Poitiers |
| 1942  | Henri le Marquant                | Tourville |
| 1942  | Philippe Sagnac                  | La Fin de l'Ancien Régime et la Révolution américaine                                                                                                |
| 1943  | Louis André                      | Michel Le Tellier et Louvois |
| 1943  | Jean Bourdon                     | La Magistrature sous le Consulat et l'Empire |
| 1944  | Émile Dard                       | Le comte de Narbonne |
| 1944  | Félix Ponteil                    | La fin de Napoléon |
| 1945  | Paul Bastid                      | Doctrines et institutions politiques de la seconde République                                                                                        |
| 1945  | Ernest Labrousse                 | La crise de l'économie française à la fin de l'ancien Régime et au début de la Révolution                                                            |
| 1946  | Pierre Gaxotte                   | La France de Louis XIV |
| 1946  | Pierre Rain                      | L'Europe de Versailles |
| 1947  | Charles Joubert                  | La Marine française |
| 1947  | André Latreille                  | L'Église catholique et la Révolution française |
| 1948  | Henri Carré                      | Le grand Carnot |
| 1948  | Antoine de Lévis-Mirepoix        | La France de la Renaissance |
| 1949  | Jean de La Tousche d'Avrigny     | Monsieur Henri. Henri de la Rochejaquelain |
| 1949  | Marie-Madeleine Martin           | Histoire de l'Unité française |
| 1950  | Charles Aimond                   | Histoire religieuse de la Révolution dans le département de la Meuse et du diocèse de Verdun (1789-1802)                                             |
| 1950  | Pierre Bessand-Massenet          | Les deux France 1799-1804 |
| 1951  | Georges Bonnet                   | Ferdinand de Lesseps |
| 1951  | Pierre Saint-Marc                | Émile Ollivier |
| 1952  | Jean Duhamel                     | Louis-Philippe et la première entente cordiale |
| 1952  | Pierre Rain                      | (Pour l'ensemble de son œuvre) |
| 1953  | Jacques Hérissay                 | La vie religieuse à Paris sous la Terreur |
| 1953  | Georges Rigault                  | Histoire générale de l'Institut des Frères des Écoles chrétiennes                                                                                    |
| 1954  | Paule Henry-Bordeaux             | Louise de Savoie Régente et « Roi » de France |
| 1954  | Jacques Silvestre de Sacy        | Le comte d'Angiviller |
| 1955  | Henri Fréville                   | L'Intendance de Bretagne (1689-1790) |
| 1955  | Armand Sauzet                    | Desaix le « Sultan juste » |
| 1956  | Guillaume de Bertier de Sauvigny | La Restauration |
| 1956  | François Piétri                  | Ensemble de son œuvre historique |
| 1957  | André Fugier                     | Napoléon et l'Italie. La Révolution française et l'Empire napoléonien                                                                                |
| 1957  | Marcel Rousselet                 | Histoire de la magistrature française |
| 1958  | Louis Borne                      | L'Instruction populaire en Franche-Comté avant 1792                                                                                                  |
| 1958  | Bernardine Melchior-Bonnet       | Napoléon et le Pape |
| 1959  | Gabriel Auphan                   | La Marine française pendant la seconde guerre mondiale                                                                                               |
| 1959  | Jean-François Gravier            | Paris et le désert français |
| 1959  | Jacques Mordal                   | La Marine française pendant la seconde guerre mondiale                                                                                               |
| 1960  | Roger Dion                       | Histoire de la vigne et du vin en France, des origines au XIXe siècle                                                                                |
| 1960  | Albert Ollivier                  | Le 18 brumaire |
| 1961  | François Bluche                  | Les magistrats du Parlement de Paris au XVIIIe siècle                                                                                                |
| 1961  | Jean-Jacques Hatt                | Histoire de la Gaule romaine |
| 1962  | Henri Amouroux                   | La vie des Français sous l'occupation |
| 1962  | Pierre Grosclaude                | Malesherbes, témoin de son temps |
| 1963  | Henri-Paul Eydoux                | La France antique |
| 1963  | Robert Lacour-Gayet (en)         | Calonne |
| 1964  | Jacques Hillairet                | Dictionnaire des rues de Paris |
| 1964  | Joël Le Gall                     | Alésia |
| 1964  | Jacques Roger                    | Les sciences de la vie dans la pensée française du XVIIIe siècle                                                                                     |
| 1965  | Robert Christophe                | Danton |
| 1965  | Paul Ganière                     | Napoléon à Sainte-Hélène |
| 1966  | Émile Coornaert                  | Les Compagnonnages |
| 1966  | Roger Glachant                   | Histoire de l'Inde des Français |
| 1967  | Paul Bastid                      | Benjamin Constant et sa doctrine |
| 1967  | Robert Christophe                | Le siècle de M. Thiers |
| 1968  | Henry Bergasse                   | Histoire de l'Assemblée |
| 1968  | Édouard Bonnefous                | Histoire de la IIIe République |
| 1968  | Jean Delumeau                    | La civilisation de la Renaissance |
| 1968  | Édith Thomas                     | Rossel |
| 1969  | Claude Dulong                    | L'Amour au XVIIe siècle |
| 1969  | Philippe Erlanger                | Clemenceau |
| 1970  | Henri Michel                     | L'Histoire de la Seconde Guerre mondiale |
| 1970  | Marianne Cermakian               | La Princesse des Ursins, sa vie et ses lettres |
| 1970  | Michel Roquebert                 | L'Épopée cathare (1198-1212) |
| 1971  | Jean Tulard                      | Nouvelle Histoire de Paris : le Consulat et l'Empire                                                                                                 |
| 1971  | Michel Antoine                   | Le Conseil du Roi sous le règne de Louis XV |
| 1972  | Anne Denieul-Cormier             | Paris à l'aube du Grand Siècle |
| 1972  | Maurice Baumont                  | (Pour l'ensemble de son œuvre) |
| 1973  | Charles Higounet                 | Histoire de Bordeaux |
| 1973  | Raoul Girardet                   | L'idée coloniale en France |
| 1974  | Jean Rouvier                     | Les Grandes Idées politiques des origines à J.-J. Rousseau                                                                                           |
| 1974  | Georges Gusdorf                  | L'avènement des sciences humaines au siècle des Lumières                                                                                             |
| 1975  | Bernard Simiot                   | Suez, cinquante siècles d'histoire |
| 1975  | Louis Chevalier                  | Histoire anachronique des Français |
| 1976  | Armand Lunel                     | Juifs du Languedoc, de la Provence et des États français du Pape                                                                                     |
| 1976  | Yves-Marie Bercé                 | Histoire des Croquants |
| 1977  | Georges Duby                     | Le temps des cathédrales |
| 1977  | Jacques Bariety                  | Les Relations franco-allemandes après la Première Guerre mondiale                                                                                    |
| 1978  | Robert Mandrou                   | L'Europe « absolutiste ». Raison et raison d'État (1649–1775)                                                                                        |
| 1978  | Étienne Taillemite               | Bougainville et ses compagnons autour du Monde (1766-1769)                                                                                           |
| 1979  | Jean Rouvier                     | Les Grandes Idées politiques de Jean-Jacques Rousseau à nos jours                                                                                    |
| 1979  | Pierre de Gorsse                 | Les Grandes Heures de Toulouse |
| 1980  | Pierre Chevallier                | Louis XIII |
| 1980  | Ivan Cloulas                     | Catherine de Médicis |
| 1981  | Jean Favier                      | La Guerre de Cent Ans |
| 1981  | Claude Dulong                    | Anne d'Autriche |
| 1982  | Pierre Chaunu                    | Histoire et décadence |
| 1982  | Edmond Pognon                    | La Vie quotidienne en l'an mille |
| 1983  | Jean-François Chiappe            | La Vendée en armes |
| 1983  | Michel Poniatowski               | Talleyrand et le Directoire |
| 1984  | Jean-Denis Bredin                | L'Affaire |
| 1984  | Pierre Miquel                    | La Grande Guerre |
| 1985  | Pierre Goubert                   | Initiation à l'Histoire de France |
| 1985  | Gabriel de Broglie               | Madame de Genlis |
| 1986  | Marc Vigié                       | Les Galériens du roi |
| 1986  | Ivan Cloulas                     | Henri II |
| 1987  | Pierre Grimal                    | Cicéron |
| 1987  | Louis-Eugène Mangin              | Le général Mangin |
| 1987  | Pierre Antonetti                 | Sampiero, soldat du roi et rebelle corse |
| 1988  | Jean-Paul Bled                   | François-Joseph |
| 1988  | Inès Murat                       | La Seconde République |
| 1989  | Jean-François Sirinelli          | Génération intellectuelle |
| 1989  | Henri-Jean Martin                | Histoire et Pouvoirs de l'écrit |
| 1990  | Michel Antoine                   | Louis XV |
| 1990  | Jean-Luc Chartier                | De Colbert à l'Encyclopédie |
| 1991  | Maurice Agulhon                  | La République, de 1880 à nos jours |
| 1991  | Emmanuel de Waresquiel           | Le Duc de Richelieu |
| 1992  | Roger Chartier                   | (Pour l'ensemble de son œuvre) |
| 1993  | Pierre Nora                      | Lieux de mémoire |
| 1994  | Jean Meyer                       | Bossuet |
| 1995  | François Furet                   | Le Passé d'une illusion. Essai sur l'idée communiste au XXe siècle                                                                                   |
| 1996  | Jacques Le Goff                  | Saint-Louis (Pour l'ensemble de son œuvre) |
| 1997  | Régine Pernoud                   | (Pour l'ensemble de son œuvre) |
| 1998  | Jacques Heers                    | Jacques Cœur (Pour l'ensemble de son œuvre) |
| 1999  | Bernard Quilliet                 | La France du beau XVIe siècle |
| 1999  | Michel Fleury                    | (Pour l'ensemble de son œuvre) |
| 2000  | Alain Corbin                     | (Pour l'ensemble de son œuvre) |
| 2001  | Venceslas Kruta                  | Les Celtes |
| 2001  | Pierre Pierrard                  | (Pour l'ensemble de son œuvre) |
| 2002  | Jean-Jacques Becker              | (Pour l'ensemble de son œuvre) |
| 2003  | Jean Lacouture                   | (Pour l'ensemble de son œuvre de biographe) |
| 2004  | Mona Ozouf                       | (Pour l'ensemble de son œuvre historique) |
| 2005  | Bartolomé Bennassar              | La Guerre d'Espagne et ses lendemains |
| 2006  | Joël Cornette                    | Histoire de la Bretagne et des Bretons (Pour l'ensemble de son œuvre)                                                                                |
| 2007  | Paul Veyne                       | (Pour l'ensemble de son œuvre) |
| 2008  | Pierre Blet                      | (Pour l'ensemble de son œuvre) |
| 2009  | Guy Thuillier                    | (Pour l'ensemble de son œuvre) |
| 2010  | Jean-Louis Crémieux-Brilhac      | Georges Boris. Trente ans d’influence. Blum, de Gaulle, Mendès France (Pour l'ensemble de son œuvre)                                                 |
| 2011  | Michel Winock                    | Madame de Staël (Pour l'ensemble de son œuvre) |
| 2012  | Colette Beaune                   | (Pour l'ensemble de son œuvre) |
| 2013  | Jacques Julliard                 | Les Gauches françaises |
| 2014  | Patrice Gueniffey                | Bonaparte |
| 2015  | Olivier Grenouilleau             | Qu'est-ce que l'esclavage ? Une histoire globale |
| 2016  | Daniel Roche                     | Histoire de la culture équestre (XVIe – XIXe siècle)                                                                                                 |
| 2016  | Henry Laurens                    | La question de Palestine |
| 2017  | Jean-Pierre Rioux                | Ils m'ont appris l'histoire de France (Pour l'ensemble de son œuvre)                                                                                 |
| 2018  | Pascal Ory                       | Peuple souverain. De la révolution populaire à la radicalité populiste (Pour l'ensemble de son œuvre)                                                |
| 2019  | Philippe Joutard                 | La Révocation de l'édit de Nantes ou les Faiblesses d'un État (Pour l'ensemble de son œuvre)                                                         |
| 2020  | Krzysztof Pomian                 | Le Musée, une histoire mondiale (Pour l'ensemble de son œuvre)                                                                                       |
| 2021  | François Hartog                  | Chronos. L'Occident aux prises avec le temps |
| 2022  | Maurice Vaïsse                   | Le Putsch d'Alger (Pour l'ensemble de son œuvre) |
| 2023  | Georges Vigarello                | Une histoire des lointains. Entre réel et imaginaire (Pour l'ensemble de son œuvre)                                                                  |
| 2024  | Jacqueline Lalouette             | L’Identité républicaine de la France. Une expression, une mémoire, des principes (Pour l'ensemble de son œuvre)                                      |
| 2025  | Jean-Clément Martin              | La Grande Peur de juillet 1789 (Pour l'ensemble de son œuvre)                                                                                        |